# Італійські монети євро
Італійські монети євро — вісім монет євро, випущених Монетним двором Італії. Кожна з монет має неповторний унікальний дизайн. Вибір між варіантами дизайну монет уряд країни виніс на розсуд суспільства. КОжний громадянин міг проголосувати за певний варіант, подзвонивши на відповідний номер телефону. Заздалегідь був визначений тільки дизайн монети в 1 євро: тодішній міністр фінансів Італії Карло Адзеліо Чампі вирішив, що монета має містити зображення Вітрувіанської людини Леонардо да Вінчі. Всі монети містять на реверсі 12 зірок ЄС, рік випуску.

## Дизайн національної сторони
| 0,01 €                              | 0,02 €                                                      | 0,05 €                     |
| ----------------------------------- | ----------------------------------------------------------- | -------------------------- |
| Кастель-дель-Монте, замок в Апулії  | Башта Моле-Антонелліана                                     | Колізей                    |
| 0,10 €                              | 0,20 €                                                      | 0,50 €                     |
| Народження Венери Сандро Боттічеллі | «Унікальні форми безперервності у просторі» Умберто Боччоні | Кінна статуя Марка Аврелія |
| 1,00 €                              | 2,00 €                                                      | Гурт монети в €2           |
| Вітрувіанська людина                | Портрет Данте Аліг'єрі Рафаеля                              |                            |

## Випуск монет
Джерело:  
| Номінал                                                                                                  | €0.01         | €0.02         | €0.05         | €0.10         | €0.20         | €0.50         | €1.00       | €2.00       |
| --- | ------------- | ------------- | ------------- | ------------- | ------------- | ------------- | ----------- | ----------- |
| 2002 | 1,348,599,500 | 1,098,866,250 | 1,341,442,204 | 1,142,083,000 | 1,411,536,000 | 1,136,418,000 | 965,725,300 | 463,402,200 |
| 2003 | 9,637,000     | 21,555,000    | 1,844,000     | 29,714,000    | 25,893,000    | 44,563,000    | 66,230,000  | 36,098,000  |
| 2004 | 99,925,000    | 119,925,000   | 9,925,000     | 4,925,000     | 4,925,000     | 4,925,000     | 4,925,000   | 6,925,000   |
| 2005 | 179,943,900   | 119,943,900   | 69,943,900    | 99,943,900    | 4,943,900     | 4,943,900     | 4,943,900   | 61,943,900  |
| 2006 | 158,951,700   | 195,951,700   | 118,951,700   | 179,951,700   | 4,951,700     | 4,951,700     | 107,951,700 | 9,951,700   |
| 2007 | 214,953,000   | 139,953,000   | 84,953,000    | 104,953,000   | 4,953,000     | 4,953,000     | 134,953,000 | 4,953,000   |
| 2008 | 180,000,000   | 135,000,000   | 90,000,000    | 105,000,000   | 5,000,000     | 5,000,000     | 135,000,000 | 2,500,000   |
| 2009 | 174.952.000   | 184.952.000   | 84.952.000    | 105.952.000   | 59.952.000    | 2.452.000     | 114.952.000 | 1.952.000   |
| 2010 | 125.448.100   | 120.243.400   | 67.618.100    | 91.328.400    | 57.787.000    | 9.209.800     | 96.533.100  | 5.788.100   |
| 2011 | ???           | ???           | ???           | ???           | ???           | ???           | ???         | ???         |
| /// = монети не карбувалися, ??? = дані відсутні, --- = монети карбувалися тільки для ознайомчих наборів |               |               |               |               |               |               |             |             |

## Ідентифікаційні знаки
| Національний ідентифікатор | R                       |
| Ініціали дизайнера         | Різні для кожної монети |
| Знаки по гурту монети €2   |                         |